# Област Кајабе
Област Кајабе (јап. 茅部郡) Kayabe-gun се налази у субпрефектури Ошима, Хокаидо, Јапан. 
2004. године, у области Кајабе живело је 24.463 становника и густину насељености од 51,09 становника по км². Укупна површина је 478,82 км².

## Вароши
- Мори
- Шикабе

## Спајања
- 1. децембра 2004. године варош Минамикајабе је спојена у проширени град Хакодате.
- 1. априла 2005. године варош Савара спојена у варош Мори.